# Likoma (mariposa)
Likoma (Bombycidae) é um gênero de mariposa pertencente à família Sphingidae.

## Espécies
- Likoma apicalis - (Rothschild & Jordan 1903)
- Likoma crenata - Rothschild & Jordan 1907